# Rusokastro Rock
Rusokastro Rock är en kulle i Antarktis. Den ligger i Sydshetlandsöarna. Argentina, Chile och Storbritannien gör anspråk på området.
Terrängen runt Rusokastro Rock är platt. Trakten är glest befolkad. Närmaste befolkade plats är Maldonado Station, 18,3 kilometer öster om Rusokastro Rock. 